# یوشی‌هیرو شوجی
یوشی‌هیرو شوجی (ژاپنی: 庄司 悦大؛ زادهٔ ۱۴ سپتامبر ۱۹۸۹) یک بازیکن فوتبال اهل ژاپن است.
از باشگاه‌هایی که در آن بازی کرده‌است می‌توان به باشگاه فوتبال ماچیدا زلویا، باشگاه فوتبال رینوفا یاماگوچی، باشگاه فوتبال گیفو و باشگاه فوتبال وگالتا سندای اشاره کرد.